# Campionato algerino femminile di pallavolo
Il campionato algerino femminile di pallavolo è un torneo per club dell'Algeria ed è posto sotto l'egida della Federazione pallavolistica dell'Algeria.
La massima serie del campionato è denominata Nationale 1A e la prima edizione è stata giocata nell'annata 1962-63. Tra i club più rappresentativi il Nasr Athletique d'Hussein Dey, l'Association Sportive de la Wilaya Béjaïa e il Groupement Sportif des Pétroliers d'Alger.

## Albo d'oro della Nationale 1A
| 1962-63 Dettagli | NA Hussein Dey    | -             | -             |               |               |
| 1963-64 Dettagli | NA Hussein Dey    | -             | -             |               |               |
| 1964-65 Dettagli | NA Hussein Dey    | -             | -             |               |               |
| 1965-66 Dettagli | NA Hussein Dey    | -             | -             |               |               |
| 1966-67 Dettagli | NA Hussein Dey    | -             | -             |               |               |
| 1967-68 Dettagli | NA Hussein Dey    | -             | -             |               |               |
| 1968-69 Dettagli | NA Hussein Dey    | -             | -             |               |               |
| 1969-70 Dettagli | NA Hussein Dey    | -             | -             |               |               |
| 1970-71 Dettagli | NA Hussein Dey    | -             | -             |               |               |
| 1971-72 Dettagli | NR Blida          | -             | -             |               |               |
| 1972-73 Dettagli | NR Blida          | -             | -             |               |               |
| 1973-75          | Non disputato     | Non disputato | Non disputato | Non disputato | Non disputato |
| 1975-76 Dettagli | El-Djazair Riadha | -             | -             |               |               |
| 1976-77 Dettagli | NA Hussein Dey    | -             | -             |               |               |
| 1977-78 Dettagli | MP d'Alger        | -             | -             |               |               |
| 1978-79 Dettagli | MP d'Alger        | -             | -             |               |               |
| 1979-80 Dettagli | MP d'Alger        | -             | -             |               |               |
| 1980-81          | Non disputato     | Non disputato | Non disputato | Non disputato | Non disputato |
| 1981-82 Dettagli | NADIT Algeri      | -             | -             |               |               |
| 1982-83 Dettagli | MP d'Alger        | -             | -             |               |               |
| 1983-84 Dettagli | AJ Constantine    | -             | -             |               |               |
| 1984-85 Dettagli | MP d'Alger        | -             | -             |               |               |
| 1985-86 Dettagli | MP d'Alger        | -             | -             |               |               |
| 1986-87 Dettagli | MP d'Alger        | -             | -             |               |               |
| 1987-88 Dettagli | MP d'Alger        | -             | -             |               |               |
| 1988-89 Dettagli | MC d'Alger        | -             | -             |               |               |
| 1989-90 Dettagli | MC d'Alger        | -             | -             |               |               |
| 1990-91 Dettagli | ASW Béjaïa        | -             | -             |               |               |
| 1991-92 Dettagli | MC d'Alger        | -             | -             |               |               |
| 1992-93 Dettagli | MC d'Alger        | -             | -             |               |               |
| 1993-94 Dettagli | ASW Béjaïa        | -             | -             |               |               |
| 1994-95 Dettagli | ASW Béjaïa        | -             | -             |               |               |
| 1995-96 Dettagli | ASW Béjaïa        | MB Béjaïa     | -             |               |               |
| 1996-97 Dettagli | MC d'Alger        | -             | -             |               |               |
| 1997-98 Dettagli | MC d'Alger        | -             | -             |               |               |
| 1998-99 Dettagli | ASW Béjaïa        | -             | -             |               |               |
| 1999-00 Dettagli | MC d'Alger        | -             | -             |               |               |
| 2000-01 Dettagli | MC d'Alger        | NC Béjaïa     | ASW Béjaïa    |               |               |
| 2001-02 Dettagli | MC d'Alger        | -             | -             |               |               |
| 2002-03 Dettagli | MC d'Alger        | MB Béjaïa     | -             |               |               |
| 2003-04 Dettagli | NC Béjaïa         | -             | -             |               |               |
| 2004-05 Dettagli | NC Béjaïa         | -             | -             |               |               |
| 2005-06 Dettagli | GS Chlef          | MB Béjaïa     | -             |               |               |
| 2006-07 Dettagli | MC d'Alger        | NC Béjaïa     | -             |               |               |
| 2007-08 Dettagli | MC d'Alger        | NC Béjaïa     | -             |               |               |
| 2008-09 Dettagli | GS Pétroliers     | ASW Béjaïa    | NC Béjaïa     |               |               |
| 2009-10 Dettagli | GS Pétroliers     | NC Béjaïa     | ASW Béjaïa    |               |               |
| 2010-11 Dettagli | GS Pétroliers     | NC Béjaïa     | -             |               |               |
| 2011-12 Dettagli | MB Béjaïa         | GS Pétroliers | NC Béjaïa     |               |               |
| 2012-13 Dettagli | GS Pétroliers     | Nedjmet Chlef | MB Béjaïa     |               |               |